# Zarza la Mayor
Zarza la Mayor es una villa y municipio español, en la provincia de Cáceres, comunidad autónoma de Extremadura. Pertenece al partido judicial de Cáceres y es la localidad más occidental de la mancomunidad de la Rivera de Fresnedosa, siendo el único municipio de dicha mancomunidad que tiene frontera con Portugal, situándose a cuatro kilómetros en línea recta de Salvaterra do Extremo. La principal carretera del municipio es la EX-117, que une Moraleja y Alcántara pasando por Zarza.
El municipio tuvo importancia durante la invasión musulmana de la península ibérica, como demuestran fortalezas que aún se conservan en el municipio como Racha-Rachel y el Castillo de Bernardo. Tras la Reconquista, la Orden de Alcántara repobló el lugar, formando la encomienda de Peñafiel y la Çarça. Titulada villa desde 1356, la localidad vivió una época de esplendor en el siglo XVI que fue frenada con la guerra de Restauración portuguesa, en la que los portugueses forzaron el exilio de los zarceños entre 1665 y 1668, volviendo a ser ocupado el pueblo en la guerra de sucesión española entre 1705 y 1713.
Fruto de su compleja historia, Zarza alberga una buena cantidad de monumentos, entre los cuales destaca la iglesia de San Andrés Apóstol, declarada conjunto histórico-artístico en 1982, así como varias ermitas y varios castillos.

## Geografía física

### Localización

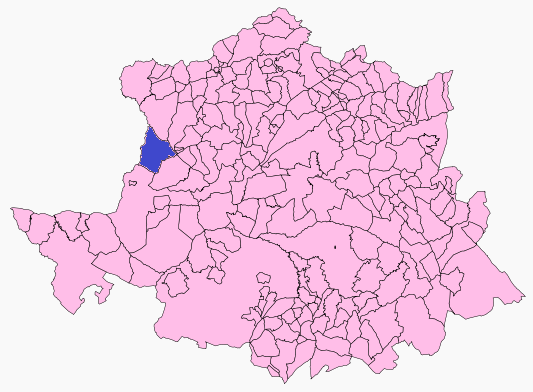
Término municipal de Zarza la Mayor en la provincia de Cáceres.

Situada en el noroeste de la provincia de Cáceres y en la misma frontera con Portugal de la que la separa el río Eljas, llegando por esa parte oeste su término municipal hasta dicho río, y encontrándose al otro lado de la frontera Salvaterra do Extremo, por la parte sur limita con Piedras Albas a 14 km de distancia; por el este limita con el término de Ceclavín, separado del mismo por el río Alagón y una distancia entre ambos pueblos de 11 km; y por el norte limita con Moraleja de la que lo separan 28 km, la distancia a Cáceres es de 90 km.

### Clima
Zarza la Mayor tiene un clima mediterráneo Csa (templado con verano seco y caluroso) según la clasificación climática de Köppen. 
| Parámetros climáticos promedio de Zarza la Mayor en el periodo 1961-2003 | Parámetros climáticos promedio de Zarza la Mayor en el periodo 1961-2003 | Parámetros climáticos promedio de Zarza la Mayor en el periodo 1961-2003 | Parámetros climáticos promedio de Zarza la Mayor en el periodo 1961-2003 | Parámetros climáticos promedio de Zarza la Mayor en el periodo 1961-2003 | Parámetros climáticos promedio de Zarza la Mayor en el periodo 1961-2003 | Parámetros climáticos promedio de Zarza la Mayor en el periodo 1961-2003 | Parámetros climáticos promedio de Zarza la Mayor en el periodo 1961-2003 | Parámetros climáticos promedio de Zarza la Mayor en el periodo 1961-2003 | Parámetros climáticos promedio de Zarza la Mayor en el periodo 1961-2003 | Parámetros climáticos promedio de Zarza la Mayor en el periodo 1961-2003 | Parámetros climáticos promedio de Zarza la Mayor en el periodo 1961-2003 | Parámetros climáticos promedio de Zarza la Mayor en el periodo 1961-2003 | Parámetros climáticos promedio de Zarza la Mayor en el periodo 1961-2003 |
| Mes | Ene.                                                                     | Feb.                                                                     | Mar.                                                                     | Abr.                                                                     | May.                                                                     | Jun.                                                                     | Jul.                                                                     | Ago.                                                                     | Sep.                                                                     | Oct.                                                                     | Nov.                                                                     | Dic.                                                                     | Anual                                                                    |
| --- | ------------------------------------------------------------------------ | ------------------------------------------------------------------------ | ------------------------------------------------------------------------ | ------------------------------------------------------------------------ | ------------------------------------------------------------------------ | ------------------------------------------------------------------------ | ------------------------------------------------------------------------ | ------------------------------------------------------------------------ | ------------------------------------------------------------------------ | ------------------------------------------------------------------------ | ------------------------------------------------------------------------ | ------------------------------------------------------------------------ | ------------------------------------------------------------------------ |
| Temp. media (°C) | 9.0                                                                      | 11.1                                                                     | 14.0                                                                     | 16.6                                                                     | 19.3                                                                     | 24.5                                                                     | 28.3                                                                     | 28.4                                                                     | 25.1                                                                     | 18.8                                                                     | 13.6                                                                     | 9.6                                                                      | 18.2                                                                     |
| Precipitación total (mm) | 90.9                                                                     | 63.4                                                                     | 48.1                                                                     | 46.4                                                                     | 45.2                                                                     | 22.3                                                                     | 8.9                                                                      | 8.3                                                                      | 31.1                                                                     | 72.7                                                                     | 70.8                                                                     | 78.4                                                                     | 586.5                                                                    |
| Fuente: Ministerio de Agricultura, Alimentación y Medio Ambiente. Datos de precipitación para el periodo 1961-2003 y de temperatura para el periodo 1968-1997 en Zarza la Mayor 23 de octubre de 2012 |                                                                          |                                                                          |                                                                          |                                                                          |                                                                          |                                                                          |                                                                          |                                                                          |                                                                          |                                                                          |                                                                          |                                                                          |                                                                          |

## Historia

### Prehistoria

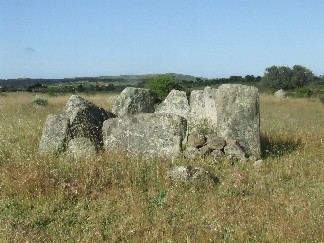
Dolmen Pata del Caballo.

El pueblo de Zarza la Mayor, tal como se conoce hoy, tiene su origen en la época prehistórica. De aquel pretérito tiempo se conservan un sinfín de ruinas que delatan la organización social y estructura económica que caracterizó la vida diaria. Cobran importancia ante todo los restos relativos a la arquitectura funeraria. Así, podemos mencionar un amplio número de dólmenes, entre los que destaca el conocido como Pata de Buey, ubicado al norte de Zarza la Mayor. Este monumento responde a la tipología de sepulturas de falsa cúpula, abundantes en el norte de la provincia cacereña. 
En plena Edad del Hierro, allá por el i milenio a. C. a la zona comprendida por las provincias de Salamanca, Ávila y el norte de la de Cáceres le correspondió albergar al pueblo indígena conocido como vetones. De ello se deduce que este pueblo fue el primero en habitar el actual término zarceño.

### Roma

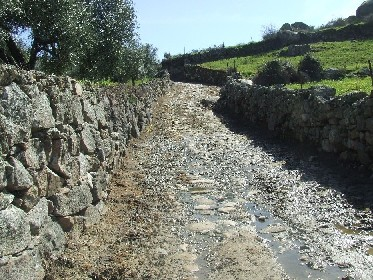
Calzada romana cerca de Zarza la Mayor.

La forma de vida relativamente pacífica de los vetones, basada en el aprovechamiento ganadero de los extensos pastizales que rodeaban a los poblados, se vio repentinamente trastornada por la llegada de los cartagineses y, poco después, de los romanos. Ambos se enfrentaron por la conquista de la tierra, viéndose implicados en la disputa los pueblos indígenas autóctonos, caso de los vetones. Fue durante esta época cuando, debido al ambiente hostil, comenzó a hacerse presente un nuevo tipo de hábitat. Se mudó la vivienda situada en plena llanura por la situada en lugares de difícil acceso, buscando así una mejor defensa ante el enemigo. Conservamos restos de este cambio, siendo el poblado castrense de Las Moreras el más representativo.
Con el transcurso del tiempo finalizaron las guerras. Victoriosa Roma, comenzó un largo periodo de paz y bonanza, durante el cual podemos rastrear los primeros indicios factibles que darán lugar, más tarde, a la fundación de la actual Zarza la Mayor. 
A partir de la segunda mitad del i milenio a. C., comienzan a surgir un buen número de poblados debidos al nuevo modelo urbano implantado por Roma. Son los conocidos como oppida, o villae. Los hallazgos arqueológicos dan fe de ello. Es sobre todo la aparición de lápidas y cipos funerarios con caracteres latinos, los que ofrecen interesantes datos sobre este crucial momento. Entre todas las laudes merece destacarse una, que contiene un nombre, Interamnia. Los últimos estudios científicos parecen confirmar que esta fue la primitiva y originaria denominación de Zarza la Mayor. Se trató de una población estipendiaria, englobada en la provincia de la Lusitania, cuya importancia quedó ratificada con su inclusión en la lápida conmemorativa por la erección del puente de Alcántara, situado escasamente a 30 km de la actual villa zarceña. 
La fructífera etapa latina acabó bruscamente. Fueron las invasiones de pueblos bárbaros las que sumieron en sombras la época siguiente, de la cual sólo tenemos vagas referencias que inciden sobre continuas guerras que dificultaron la vida de los campesinos.
Y esta fue la tónica dominante hasta la entrada en escena de los árabes, ya en el siglo VIII d. C..

### Época musulmana
La etnia bereber ocupó los antiguos asentamientos romanos, recuperando la tradición ganadera como medio básico en torno al cual giraba la vida rutinaria.
Entre los árabes existieron diferencias internas que provocaron nuevos conflictos bélicos. Por este motivo la arquitectura de tipo militar cobró gran importancia. En el término zarceño quedan aún ejemplos de gallardas fortalezas construidas en este tiempo y que, unas veces ocupando las crestas de la sierra y otras lamiendo el paso de la rivera, controlaban la defensa del territorio. La nómina de castillos es amplia: Racha-Rachel, Benavente, Bernardo, Hernán Centeno y Peña de Frey Domingo. Aunque todos gozaron de vital importancia, fueron los dos primeros quienes iban a dejar amplia estela de su existencia.

### Reconquista y Edad Media

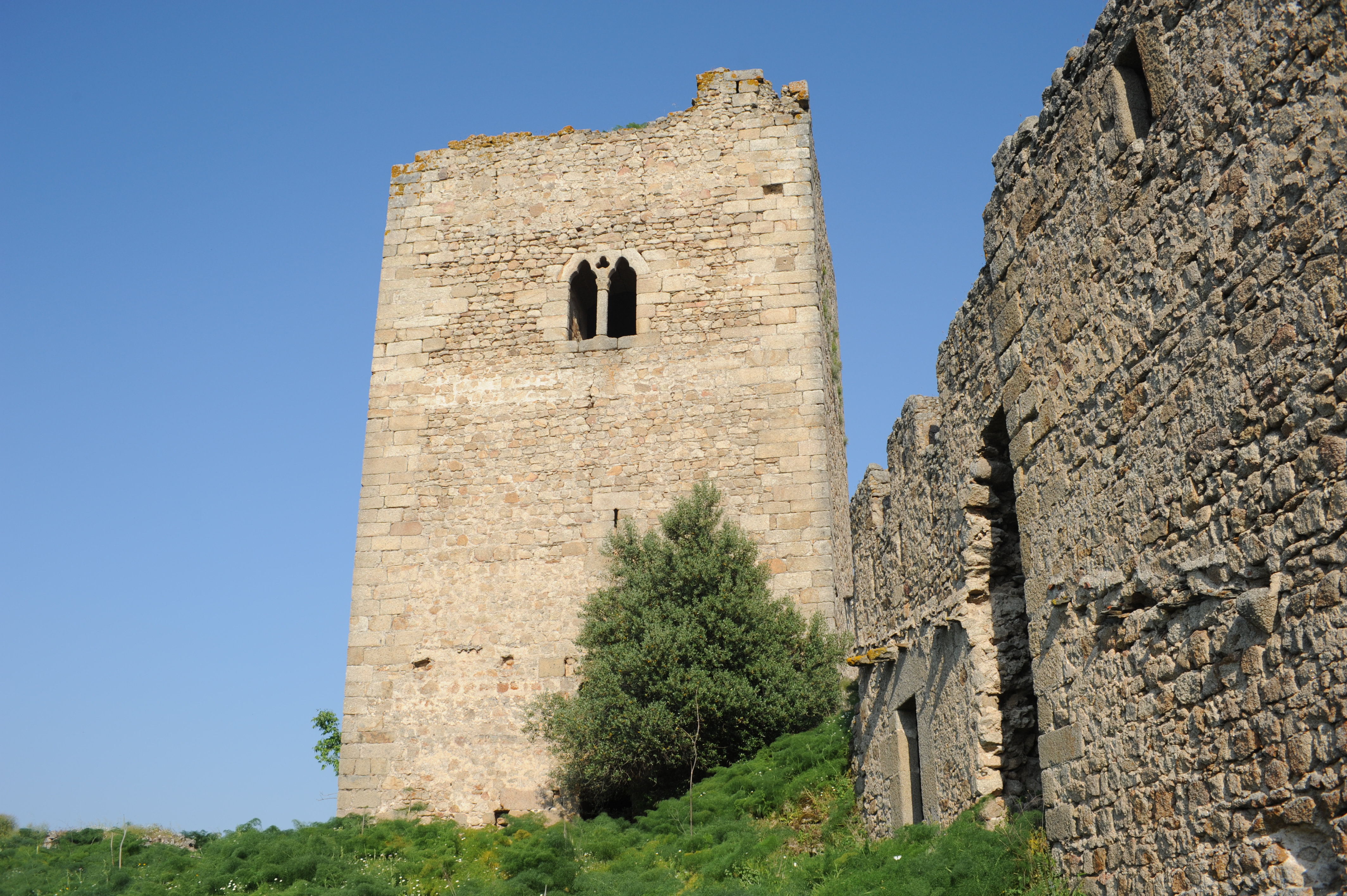
Torre del homenaje del Castillo de Peñafiel.

El año 1212, aprovechando el desconcierto causado entre los musulmanes a causa de su derrota en la batalla de Las Navas de Tolosa, las tropas del monarca leonés Alfonso IX ocuparon definitivamente la mayor parte de la actual provincia de Cáceres.
El territorio fue distribuido entre los principales protagonistas de su conquista. Desde ese momento ellos serían los encargados de su administración y defensa.
La zona occidental de la provincia cacereña es de este modo entregada a los monjes soldados de la Orden de Alcántara.
Inmediatamente comienzan a llegar colonos que construyen gran número de poblados para sustituir a las antiguas alquerías árabes. Uno de estos poblados recibe el nombre de La Zarza, un viejo caserío de pastores que, a medida que llegaban más gentes, fue creciendo en importancia. Por otra parte, la otrora antigua fortaleza musulmana de Racha-Rachel va a ser reutilizada, y con el nuevo apelativo de Peñafiel, se va a convertir en la cabeza administrativa de toda la comarca circundante. Era el año 1251. Ambos, pueblo y castillo, serán los lugares de referencia durante toda la Edad Media, si bien Peñafiel gozó de mayor prestigio gracias a que los caballeros alcantarinos lo designan como cabecera de una de sus encomiendas, titulada de Peñafiel y la Çarça. Esta importancia se ratifica en 1323, cuando los vecinos de La Çarca deciden abandonar sus hogares e instalarse junto a los recios muros de la fortaleza buscando protección.
En el año 1356 el maestre de la Orden concedió un segundo Fuero y Carta de Martiniega a los pobladores que habían emigrado, con el objetivo de que retornasen al antiguo asentamiento. Este suceso marcó el abandono paulatino de la fortaleza, que perdió definitivamente su vigencia en favor de la titulada villa de La Zarza.

### Tiempos modernos
El año 1500 significa un tiempo de esplendor en la historia local de La Zarza. El crecimiento demográfico se refleja en un desarrollo urbano muy interesante, donde el modelo de pueblo cerrado entre murallas y con apenas infraestructuras es cambiado por el de la visión de una población extensa, donde la vida fluye por sus calles. Se construyen destacados edificios, tanto de carácter civil como religioso, tales como la iglesia parroquial y los diferentes palacios y residencias de hidalgos. Los zarceños llevan el nombre de su pueblo natal incluso allende los mares, participando en la gran empresa de la colonización americana. El esplendor cultural choca con la crudeza de la sociedad, que cristaliza su estructura antagónica de clases, dando primacía a las familias nobles, dueñas del terrazgo y de la riqueza municipal, mientras que el pueblo llano, formado por una ingente grey de campesinos, deambula a la sombra de aquellas.
La vida diaria gira en torno a la explotación agroganadera del extenso término municipal, que recibe anualmente gran número de cabezas de ganado trashumante, ávidas de llegar a los pastizales de la importante dehesa de Benavente, origen de la riqueza zarceña. Serán precisamente los trashumantes uno de los problemas clave de este siglo en el desarrollo de Zarza la Mayor, al detentar para sí la mayor parte del terrazgo, dejando a muchos zarceños sin apenas recursos para sobrevivir. Defensores acérrimos de este sistema de explotación de la tierra son los Comendadores, que tratan de mantener su estatus social con la pervivencia de usos feudales. Enfrente surge la oligarquía rural, compuesta por hidalgos y labradores enriquecidos, que ven como el antiguo poder medieval frena sus ansias de poder. Este será otro de los factores que caracterizaran la centuria, el choque entre poderes, uno creciente y el otro sumiéndose más en el olvido.
De esta forma, envuelta la monotonía en constantes disputas iniciadas por unos y otros, vieron los zarceños pasar el tiempo, hasta que de nuevo se presentó, para desestabilizar definitivamente aquel frágil equilibrio, la guerra de Portugal, ya en pleno siglo.

### Guerras con Portugal

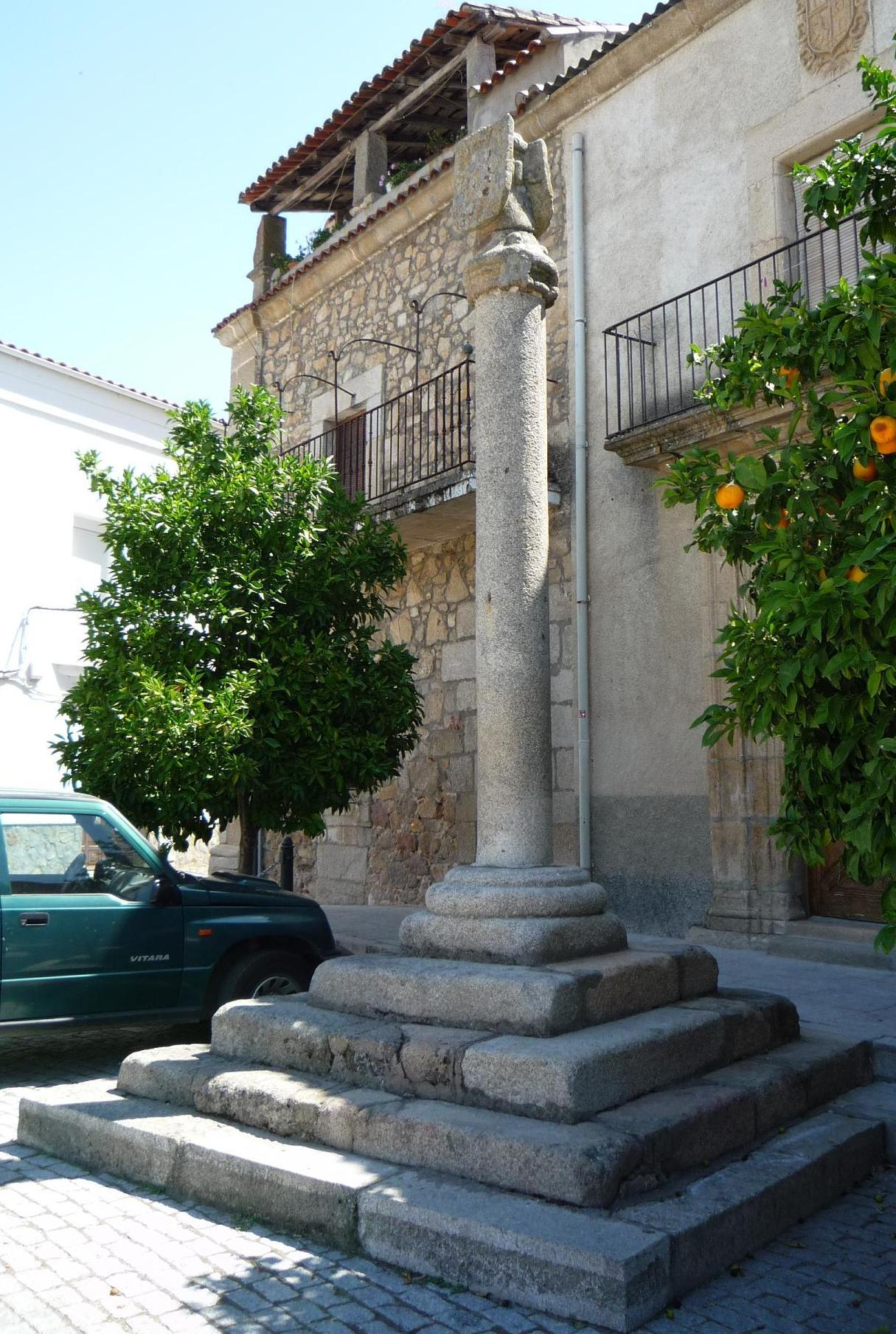
Rollo de Zarza la Mayor.

Zarza la Mayor tuvo dos hitos en su devenir. Uno ya lo mencionamos al tratar del dominio romano, cuando parece confirmarse la existencia de un poblado como germen y antecedente para el surgimiento del núcleo zarceño posterior. El segundo momento estelar acaeció a mediados del siglo XVII, fruto de un nuevo periodo de guerras a las que tan acostumbrados estaban ya sus habitantes. El motivo fue la revuelta independentista del vecino reino de Portugal. Debido a su situación, extremadamente fronteriza, Zarza la Mayor sufrió como pocas poblaciones los rigores del conflicto. Desde 1640 hasta 1668 tuvieron que soportar los zarceños varias intentonas lusas por tomar el pueblo, y en todas ellas hubo motivos suficientes para recordar lo sucedido y trazar un antes y un después. En los primeros compases de la guerra, en 1644, llegó el primer golpe. Fue concretamente el 18 de mayo de aquel año cuando, tras un ataque fallido de los portugueses, rechazados una vez más por los bravos zarceños, sucedió la explosión y derrumbe posterior del polvorín, ubicado en los sótanos de la torre parroquial. El infortunio quiso que más de 300 personas perecieran bajo los escombros. Años después, ya sin la defensa de la preciada atalaya, fue fácil para los lusitanos conquistar definitivamente la plaza, aunque no sin haberse defendido cara la posición. Cinco días duro el asedio final. El 16 de junio de 1665 Zarza la Mayor fue derrotada y sus moradores desterrados a otros lugares. Fue el segundo y definitivo golpe.
Hasta tres años más tarde no retornaron. Zarza resurgió de sus cenizas y levantó otra vez casas, iglesias, ermitas, palacios. Otra vez una guerra, ahora a comienzos del siglo XVIII, y otra vez los rivales, los portugueses. Vuelta a empezar: ataques, escaramuzas, asedios, violencia sin límite. El marqués de Las Minas era el general de las tropas lusitanas que dieron al fuego a Zarza la Mayor un 5 de mayo de 1705. No hubo mucha resistencia esta vez. Abandono y regreso se repitieron y, por fortuna, para quedarse definitivamente. La fecha: 1713
Después de todo el periplo negativo no parecía que los zarceños tuvieran ánimos para retomar la antigua grandeza. No fue así. Si su cercanía a la frontera les causó antaño grandes males y a punto estuvo de hundir su nombre para siempre en la simas del olvido, fue ahora esa proximidad la excusa perfecta para sentar la esperanza. A falta de oficio mejor, muchos zarceños se dedicaron al comercio, al contrabando, al intercambio de bienes con la nación vecina, y de esa manera surgió en 1749 un proyecto ilustrado: La Real Compaña de Comercio y Fábricas de Extremadura, dónde la seda y su manufactura (tafetanes, noblezas, damascos, terciopelos, espumillones, galones y pañuelos) fue la base. Pero los renglones de la historia se torcieron de nuevo y a poco de su fundación, el sueño de mejorar se fue al traste. Dicen que la mala gestión administrativa fue una de las causas, junto a la falta de capitales y de personal cualificado y la imposibilidad de acabar con el contrabando con Portugal.
Con el cierre de aquella fábrica se enterraron las ilusiones de cambio de la gran mayoría de zarceños. Sólo unos pocos sacaron provecho de la ocasión. Ahora todo quedaba en sus manos. Era el momento de los burgueses, de los nuevos ricos y de algunos viejos linajes reflota

### Del siglo XIX hasta la actualidad

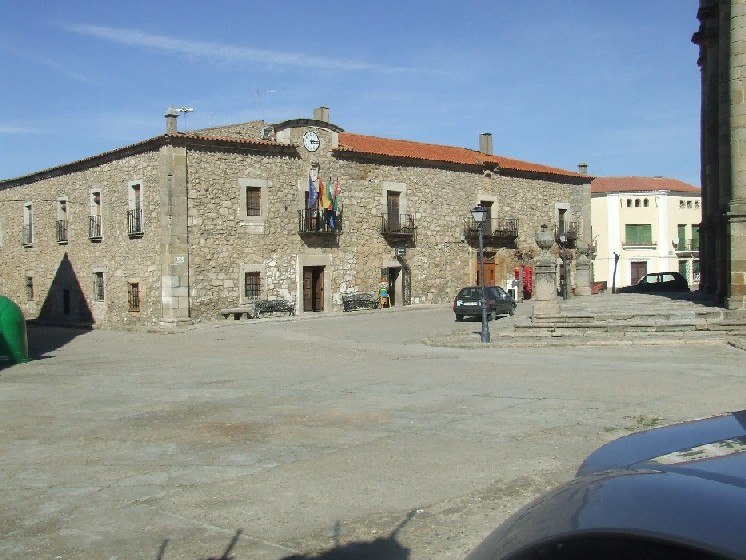
Ayuntamiento.

Con un nuevo precedente, ya clásico, de conflictos militares (Guerra de la Independencia), dónde otra vez los zarceños dejaron constancia de su valor y coraje frente al constante peligro, se inició el siglo XIX. Una época convulsa a nivel nacional que iba a dejar enorme huella en Zarza la Mayor, aunque de talante negativo. Aquel siglo fue el tiempo de grandes cambios que, lamentablemente, no tuvieron eco en la organización social. La gran mayoría de los zarceños, cuyo número crecía imparable, subsistían en un extenso término municipal del cual apenas poseían un 25 % del terrazgo para poder trabajarlo. La única salida posible a aquella anquilosada estructura, la conocida Desamortización, no consiguió el objetivo deseado y sus efectos resultaron aún más demoledores. Ahora, mediado el siglo, casi todo el terrazgo estaba en manos de unos pocos terratenientes y familias privilegiadas, dueñas absolutas tanto de la vida política como de la economía local. Los viejos linajes afianzaron su poder. Pero también surgieron nuevos hacendados que trataron, cuando menos, de equiparse a los primeros. En cambio, el resto de la población se hundía cada vez más en la miseria, abocados a la mendicidad. La pobreza incitó a muchos a emigrar a mejores tierras: unos hacia el continente americano, y otros alternando la vieja Europa con la propia nación española. Por otro lado, las enfermedades, la carestía alimenticia y los periodos de crisis agrícolas dinamitaban frecuentemente los índices de mortalidad, que alcanzaron valores muy elevados, únicamente contrastados con una alta tasa de nacidos. Y con aquel panorama tan desolador se entró en el siglo XX. 
A la caída del Antiguo Régimen la localidad se constituye en municipio constitucional en la región de Extremadura, partido judicial de Alcántara que en el censo de 1842 contaba con 690 hogares y 3794 vecinos.
Las primeras décadas se caracterizan por la agitación de la masa campesina en busca de mejoras para su débil y precaria situación. Los movimientos de ideas socialistas ganan muchos adeptos en Zarza la Mayor, cuya población obrera atisba un hálito de esperanza en las promesas de cambio que van llegando poco a poco. La oligarquía, recelosa de lo que pueda ocurrir, permite ciertas concesiones, pero en definitiva todo transcurre de forma muy parecida al periodo anterior. Con la instauración de la Segunda República en 1931 se confirman por fin las pretensiones de cambio tan ansiadas. Durante unos años la vida local se inclina a favor de los más desprotegidos y algunos personajes alcanzan gran protagonismo como líderes del giro dado a la situación. Este es el caso del alcalde socialista en gran parte de la etapa republicana, Julián Notario, quien llevó a cabo diversas acciones a favor de los campesinos y obreros zarceños, como por ejemplo impulsar medidas que mitigaban en parte el paro laboral, uno de los grandes males de aquellos años. Pero el cambio también produjo una fractura total en la sociedad, que llegaba ya muy dividida en dos grandes bloques antagónicos. Los insultos y peleas entre unos y otros (izquierda y derecha) fueron notables, sentándose las bases del odio mutuo, que enseñaría su cara más cruel tras el Alzamiento Nacional y el inicio de la Guerra Civil en 1936. 
La memoria histórica colectiva recuerda con tristeza el verano de aquel fatídico año y las muchas vidas que segó la nueva etapa que tras él daba inicio. Otra vez las riendas del poder tornaron a los privilegiados y, pese a algunas ligeras modificaciones respecto al pasado más próximo, las condiciones de vida se repitieron. Fue la época de la dictadura franquista, con altibajos en su discurrir, durante el cual el pueblo de Zarza la Mayor recogió algunos avances generales del resto de localidades de la provincia y España en general. Pero el carácter eminentemente rural persistió, basándose la economía local y la escasa industria existente en el cultivo de la aceituna, el cereal y el pastoreo de algunos cientos de cabezas de ganado lanar y vacuno. Fue también un periodo que conoció la emigración masiva de los vecinos en busca de mejores expectativas. Los índices demográficos, que hasta la fecha no habían dejado de ascender, frenaron bruscamente y desde entonces su ritmo decreciente fue constante. 
Con los años 1960 y la apertura del régimen a nivel internacional, se notaron ciertos avances. La luz, el agua corriente y ciertos servicios esenciales se hicieron ya de dominio público. El final de la dictadura y los primeros años de vida en democracia trajeron definitivamente aires nuevos. La estampa del pasado se fue borrando poco a poco de las calles y fisonomía urbana de Zarza la Mayor. El estatus de vida aceleró el paso y, aunque lentamente y salvando serios obstáculos, se consiguió olvidar las etapas grises y afrontar el futuro con energía e ideas renovadas.

## Demografía
Zarza la Mayor cuenta con una población de 1117 habitantes (INE 2024).
| Gráfica de evolución demográfica de Zarza la Mayor entre 1842 y 2021                                                |
| |
| Población de derecho según los censos de población del INE Población de hecho según los censos de población del INE |

## Transportes
Carreteras
La única carretera que pasa por el pueblo  es la EX-117, que une Moraleja con Piedras Albas. De esta carretera sale al sur del pueblo una carretera secundaria, la EX-373, que lleva a Ceclavín.

## Servicios públicos

### Educación
El pueblo cuenta con un colegio público, el CP Nuestra Señora de Sequeros. En este colegio se imparten clases de educación infantil y primaria. Los estudiantes de Zarza la Mayor pueden estudiar la ESO en el IESO Cella Vinaria de Ceclavín, y el Bachillerato en el IES San Pedro de Alcántara de Alcántara.

### Sanidad
Zarza la Mayor cuenta con un consultorio de atención primaria.

## Patrimonio

### Iglesia

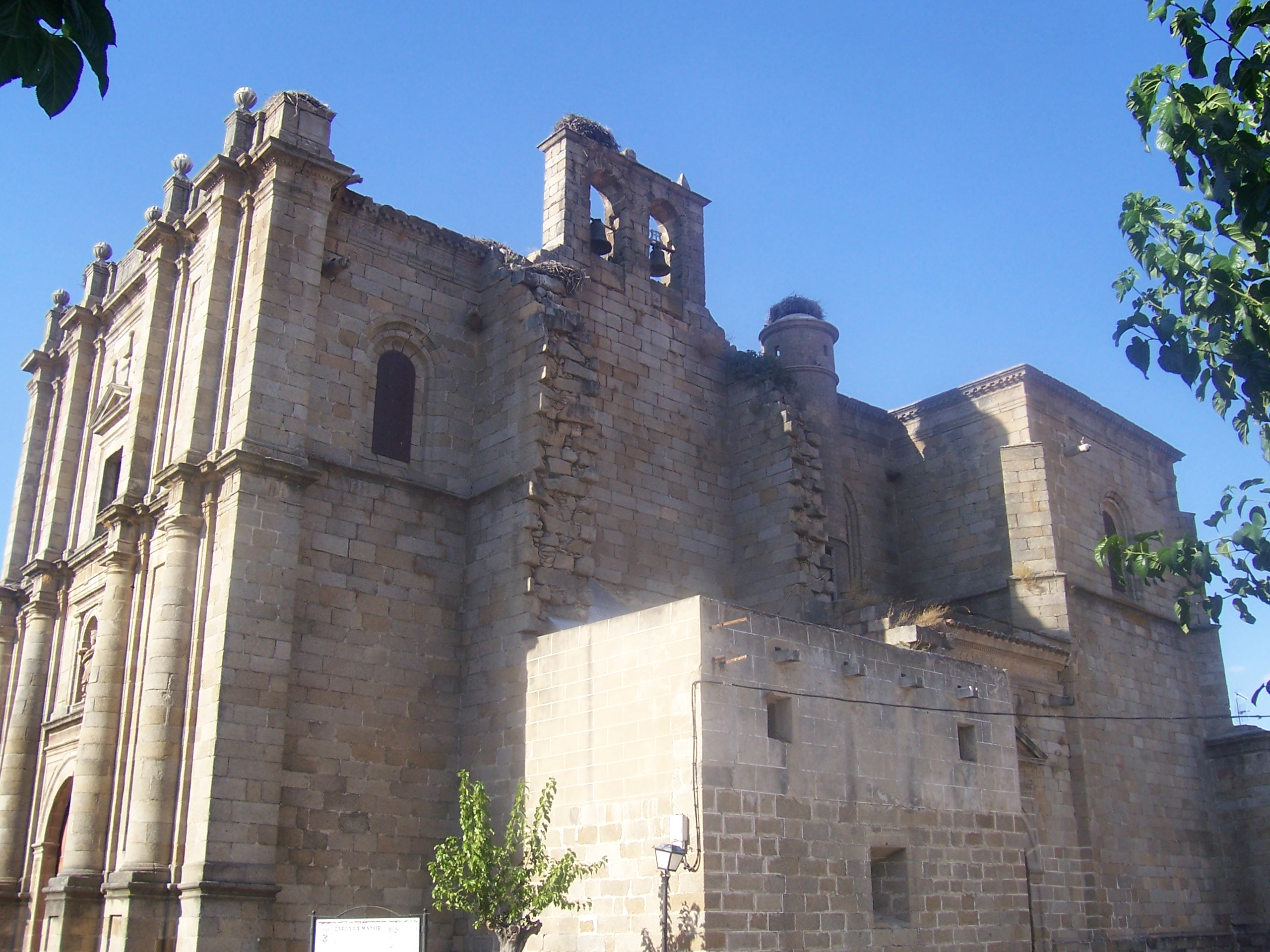
Iglesia de Zarza la Mayor.

La iglesia parroquial católica de San Andrés Apóstol se encuentra situada en centro urbano de la localidad. Tiene grandes proporciones y puede contemplarse desde cualquier lugar. Esta majestuosidad se puede apreciar mejor vista desde lo alto del castillo (lugar donde la visión panorámica del pueblo es impresionante).
Comenzó a construirse sobre el siglo XIII, primero una iglesia pequeña y sobre los cimientos de esta se construyó la actual, del siglo XVI. Entre los arquitectos que la diseñaron está Pedro de Ibarra, la obra se terminó en 1588. El interior es de cruz latina, antiguamente tenía grandes retablos de madera que le daban una gran vistosidad, estos fueron retirados entre los años 1960 a 1970, en la actualidad se puede contemplar la majestuosidad de su piedra desnuda, su considerable altura la bóveda está formada por nervios que dibujan crucería estrellada, el suelo está lleno de tumbas ya que la iglesia hacía las veces de cementerio. 
Destaca de la iglesia su fachada principal, orientada al oeste y de estilo herreriano y adornada con una hornacina central en la que aparece la efigie en piedra de San Andrés. En el centro tiene una ventana que da luz al interior. 
Este monumento está declarado como Conjunto Histórico-Artístico (1982).

### Ermitas
Zarza la Mayor tiene las siguientes ermitas:
- Ermita de Nuestra Señora de Sequeros, al este del pueblo, del siglo XVI. Es la sede de la romería del pueblo.
- Ermita de San Juan, cerca de la iglesia, se construyó probablemente entre 1671 y 1681.
- Ermita de Nuestra Señora del Castillo, enclavada entre casas del pueblo, se construyó a finales del siglo XIV y principios del siglo XV. Alberga la Virgen del Castillo, que se saca en procesión el Domingo de Resurrección.
- Ermita de San Bartolomé, situada en un rincón del pueblo y construida en el siglo XV.

### Otros monumentos

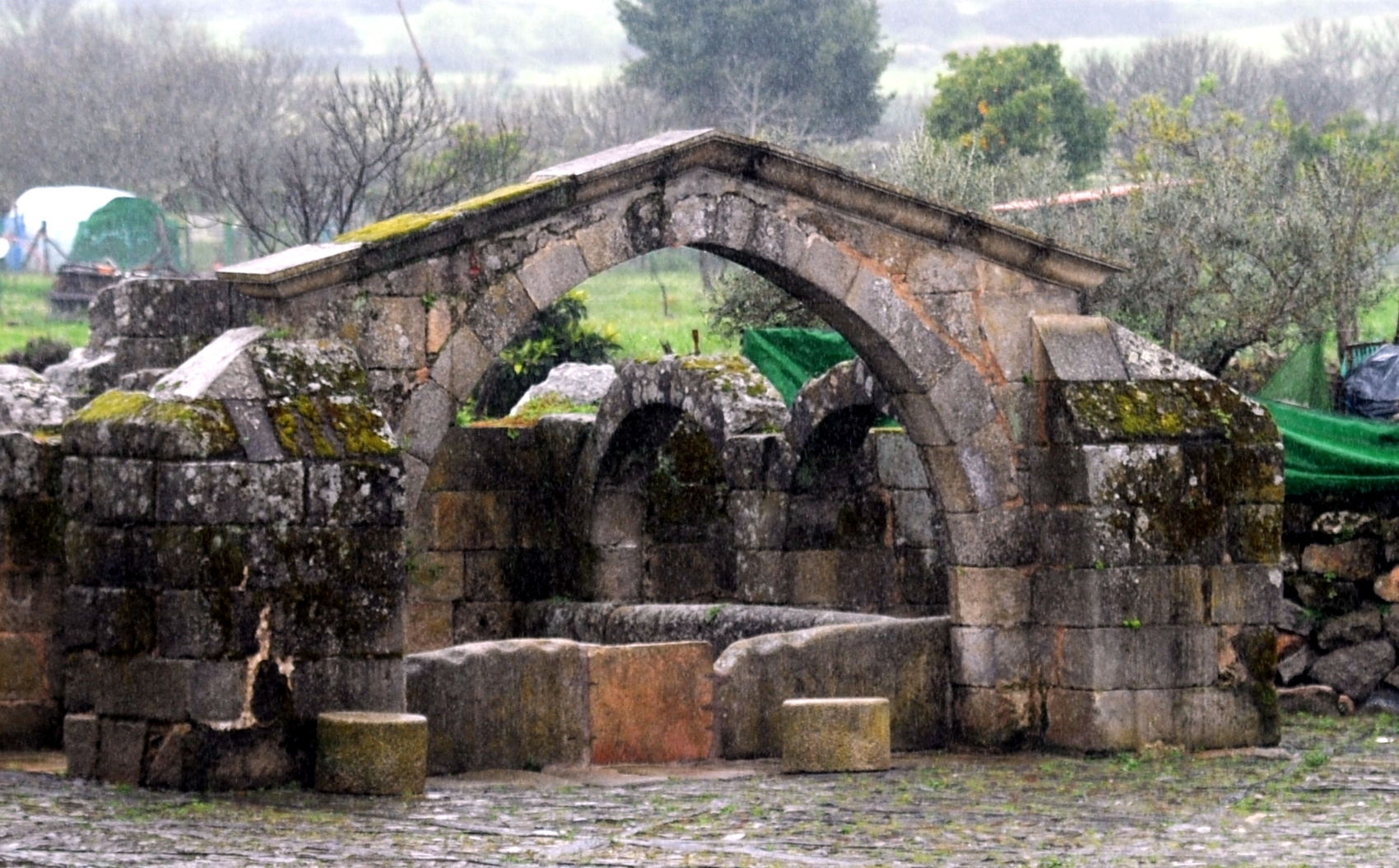
Fuente Conceja

En el municipio se encuentran también:

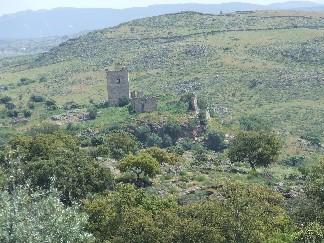
Castillo de Peñafiel

- Castillo de Peñafiel .
- Fuente Conceja.
- Real Fábrica de Seda.
- Casa de la Encomienda.
- Castillo de Bernardo .

## Patrimonio cultural inmaterial

### Festividades

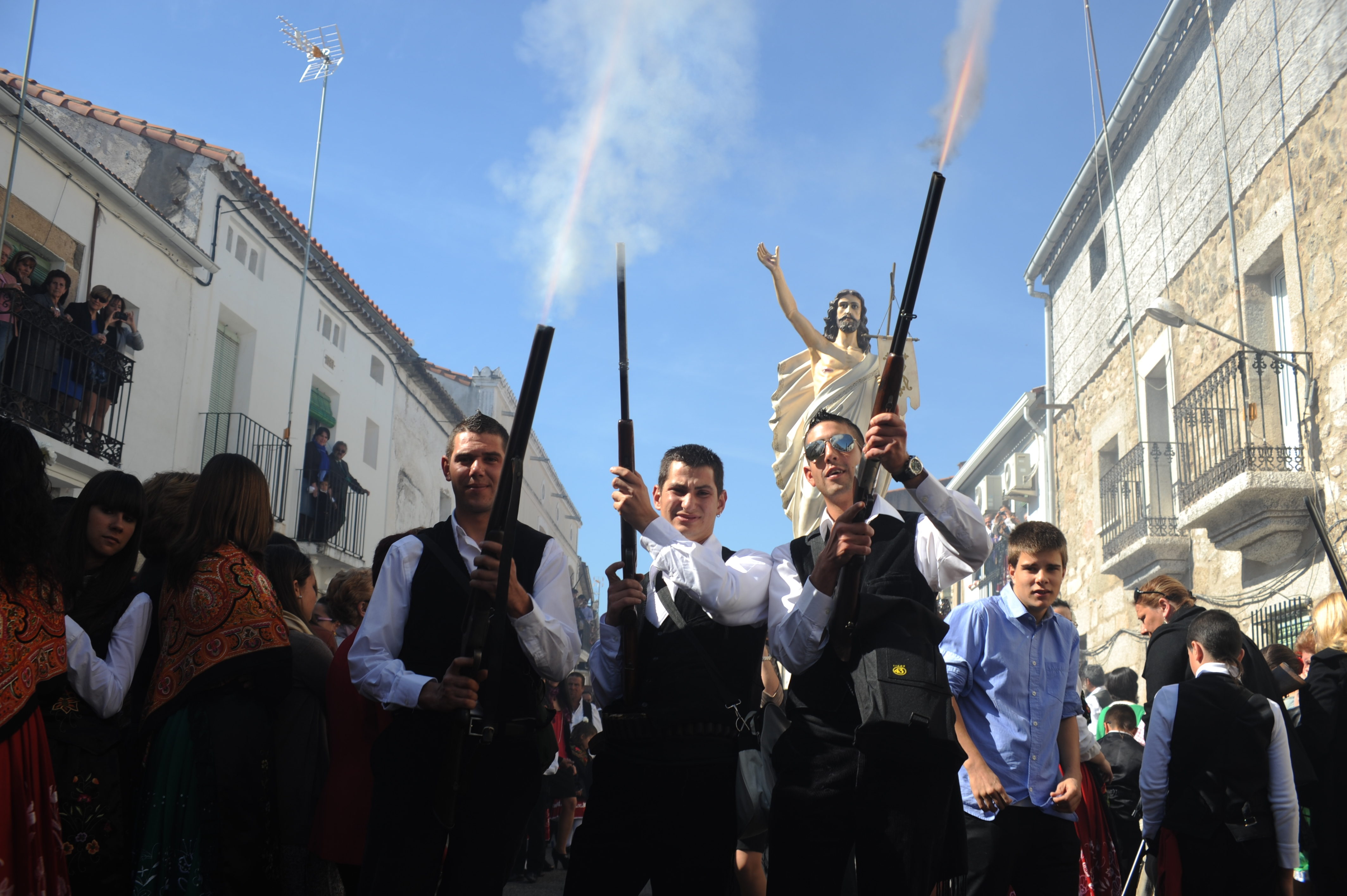
Domingo de los Tiros

En Zarza la Mayor se celebran las siguientes fiestas locales:
- Domingo de los Tiros, el Domingo de Resurrección. Fiesta de hondo sentir.
- Romería de Sequeros, el martes siguiente al Domingo de Resurrección.
- Domingo del Bollo, el primer domingo después de Semana Santa.
- Noche de San Juan , la madrugada del 23 al 24 de junio.
- San Cristóbal, en julio.
- Nuestra Señora de Agosto, el 15 de agosto.
- San Bartolomé, el 24 de agosto.
- Día de Extremadura, el 8 de septiembre.

### Gastronomía
En la gastronomía zarceña destacan las carnes, realizándose en invierno matanzas tradicionales de cerdos de los que se sacan embutidos y jamones. También destacan el cordero y el cabrito, y son platos tradicionales la chanfaina y la caldereta. En repostería se pueden señalar la cazuela, el bollo cuasimodo, las empanadillas, las perrunillas y los repápalos.

## Política
Desde la transición, Zarza la Mayor ha tenido un total de 6 alcaldes hasta la actualidad:
| Alcalde                       | Partido | Legislatura |
| ----------------------------- | ------- | ----------- |
| Román Pereira Elena           | PSOE    | 1983-1991   |
| Benito Rodríguez Placeres     | PSOE    | 1991-2003   |
| Juan Gregorio Montero Pascual | PSOE    | 2003-2007   |
| Esther Gutiérrez Morán        | PSOE    | 2007-2015   |
| Ana Vanesa Montero Iglesias   | PSOE    | 2015-2023   |
| Félix Bayón Lillo             | Levanta | 2023-Act    |